# Fort Ridgely

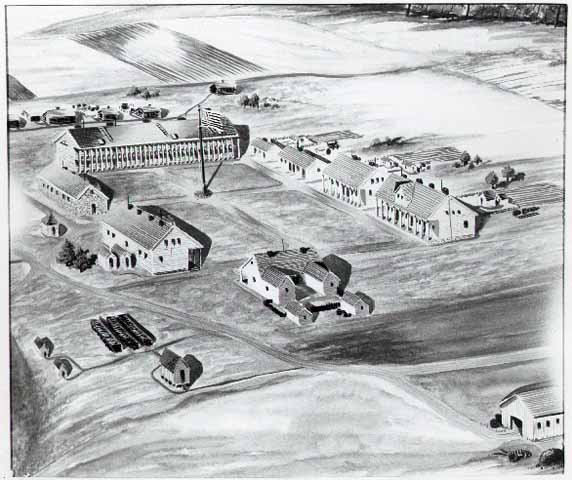
Ansicht von Fort Ridgely während des Sioux-Aufstandes

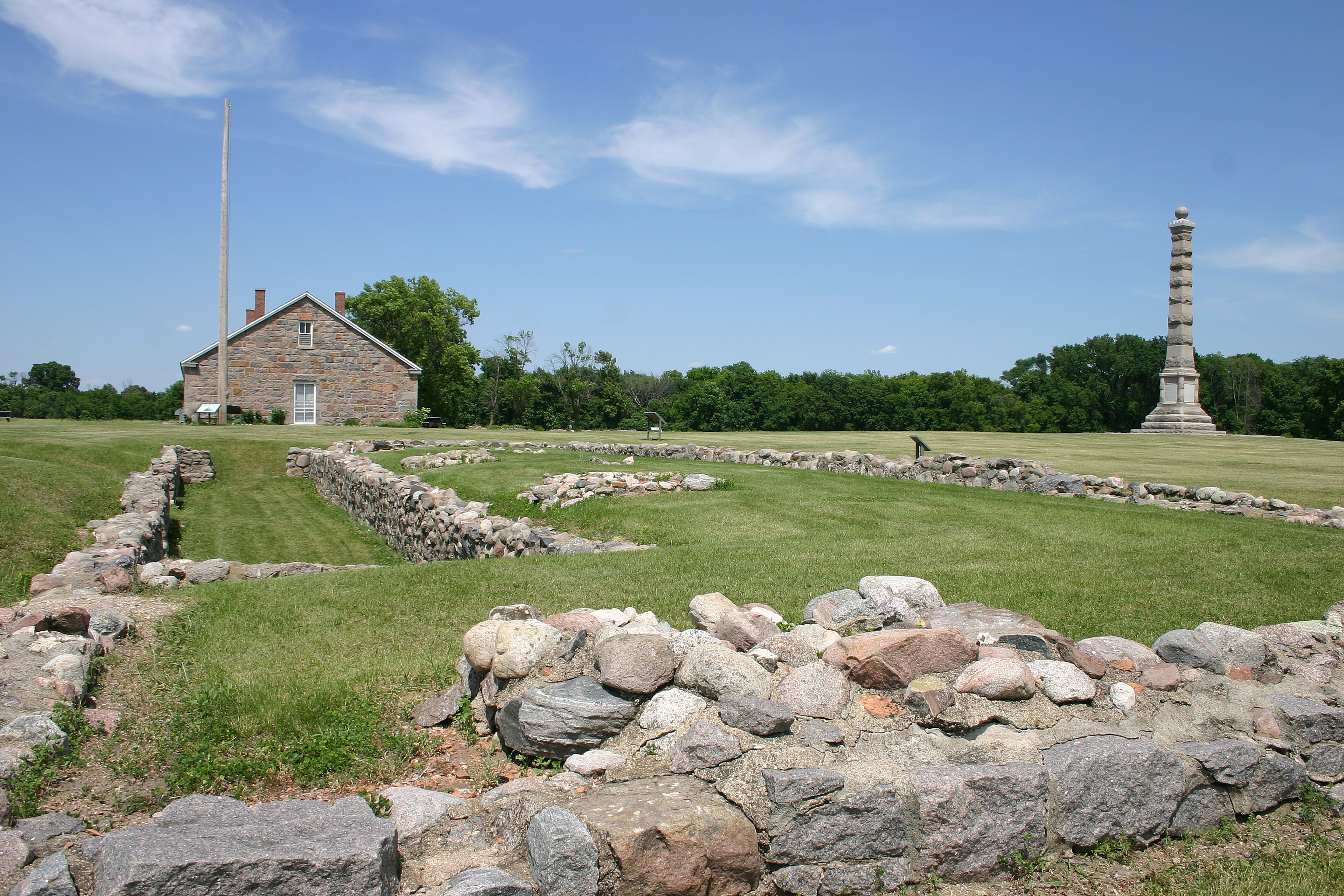
Gebäudereste von Fort Ridgely, Minnesota.

Fort Ridgely war ein 1853 errichtetes Fort der U.S. Army zur Beobachtung der Lower Sioux Indian Reservation. Es war der Ort der Schlacht von Fort Ridgely während des Sioux-Aufstands von 1862. Heute ist Fort Ridgely ein State Park und Historical Site. Es liegt im Nicollet County im US-Bundesstaat Minnesota in der Nähe von Fairfax.
Fort Ridgely wurde nach drei Offizieren der U, S. Army benannt, welche im US-Mexikanischen Krieg ums Leben gekommen waren. Das Fort wurde 1867 von der U.S. Armee aufgegeben. Die stationierten Einheiten zogen weiter nach Westen. Einheimische Siedler rissen die Gebäude ab und verwendeten diese als Baumaterial. Heute wird das Gelände von der Nicollet County Historical Society betreut und gehört der Minnesota Historical Society.
Es liegt auf dem Gebiet des gleichnamigen Fort Ridgely State Park. Seit 1970 wir es in der Liste der National Register of Historic Places geführt. Der State Park entstand schon 1899.